# Giovanni Federspil
Giovanni Federspil (Rovigo, 23 aprile 1938 – Padova, 19 giugno 2010) è stato un medico ed epistemologo italiano.
Ha contribuito con il suo pensiero e i suoi scritti alla definizione della natura dell'atto medico e dell'evoluzione della medicina contemporanea.

## Biografia
Ha completato gli studi medici all'Università di Padova nel 1965. Nello stesso Ateneo ha coperto le cattedre di Endocrinologia e Medicina Costituzionale, Metodologia Clinica, Medicina Interna e Storia della Medicina insegnandovi ininterrottamente dal 1983 al 2010. È stato Direttore della Clinica Medica dell'Università di Padova dal 2003 al 2010.
Il contributo maggiore alla medicina italiana si deve alle sue riflessioni sul ragionamento medico e, più in generale, sul metodo clinico e sperimentale in medicina, estendendo il confronto su questi temi dell'epistemologia alle aree della statistica, della psicologia e della filosofia, testimoniato dai numerosi libri pubblicati da solo o in collaborazione con Dario Antiseri, Pierdaniele Giaretta, Cesare Scandellari e il suo maestro Mario Austoni.
Ha inoltre pubblicato oltre 500 articoli scientifici nel campo dell'endocrinologia e del metabolismo.
Membro di diverse Accademie italiane (Istituto veneto di scienze, lettere ed arti, Accademia Galileiana di Padova, Accademia Olimpica di Vicenza, Accademia dei Concordi di Rovigo), è stato anche fondatore e ha fatto parte del consiglio direttivo di diverse Società Scientifiche italiane (Società italiana per lo Studio dell'Obesità, Società Italiana di Medicina Interna, Società Italiana per lo Studio del Metabolismo). È stato membro dell'Editorial Board di riviste scientifiche, di storia della filosofia e medical humanities (History and Philosophy of the Life Sciences, L'Arco di Giano, Medicina e morale, Medicina & Storia).
Ha fatto parte della Commissione per lo Studio delle Medicine Alternative e della Commissione Permanente per la Valutazione dell'Errore in Medicina, entrambe istituite dalla Federazione Nazionale degli Ordini dei Medici Chirurghi e degli Odontoiatri (FNOMCeO). È stato componente del Comitato Nazionale di Bioetica ed esperto del Consiglio Superiore di Sanità dal 2003 al 2005. Ha fatto parte della Commissione Unica del Farmaco nel 1993-1994.
Ha curato alcune voci dell'enciclopedia Treccani (Malattia, Nosografia).
È morto a Padova il 19 giugno 2010 nella Clinica Medica che egli stesso dirigeva.

## Opere principali
- Dario Antiseri, Cesare Scandellari, Giovanni Federspil. Epistemologia, clinica medica e la "questione" delle medicine "eretiche". Rubbettino Editore, 2003 ISBN 978-88-498-0421-8
- Giovanni Federspil, Pierdaniele Giaretta. Forme della razionalità medica. Rubbettino Editore 2004 ISBN 978-88-498-0755-4
- Giovanni Federspil. Logica clinica. I principi del metodo in medicina. McGraw Hill 2003 ISBN 978-88-386-2984-6
- Giovanni Federspil. I fondamenti del metodo scientifico in medicina clinica e sperimentale. Piccin Editore, Padova 1980, ISBN 978-88-212-0816-4
- Cesare Scandellari, Giovanni Federspil. Scoperta e diagnosi in medicina. Piccin Editore 1983. ISBN 978-88-299-0035-0
- Pierdaniele Giaretta, Giovanni Federspil. Il procedimento clinico. Analisi logica di un caso. Piccin Editore, Padova 1998. ISBN 978-88-299-1497-5
- Mario Austoni, Giovanni Federspil. Principi di metodologia clinica. Cedam 1975. ISBN non esistente